# Steropleurus moulouyae
Steropleurus moulouyae är en insektsart som beskrevs av Nadig 1995. Steropleurus moulouyae ingår i släktet Steropleurus och familjen vårtbitare.

## Underarter
Arten delas in i följande underarter:
- S. m. moulouyae
- S. m. oumerrbiae